# Adolf Mayer
|  | No s'ha de confondre amb Adolph Mayer. |

Adolf Eduard Mayer (1843–-1942) va ser un químic agrícola alemany que treballà sobre el virus del mosaic del tabac i els virus de les plantes en general.
Adolf Mayer nasqué a Oldenburg. La seva mare era una de les filles del químic Leopold Gmelin. De 1860 a 1862 estudià matemàtiques i química a l'Institut de tecnologia de Karlsruhe. El 1862 entrà a la Universitat de Heidelberg, on el 1864 es doctorà en física, química i matemàtiques amb un summa cum laude.
El 1879, mentre Mayer era director de l'Estació Experimental Agrícola de Wageningen als Països Baixos, els agricultors de la zona li preguntaren sobre una estranya malaltia que afectava la planta del tabac. Mayer publicà un informe el 1886 sobre aquesta malaltia que ell anomenà «malaltia del mosaic del tabac» i en va descriure els símptomes. Va demostrar que aquesta malaltia es podia transmetre en usar la saba de les plantes afectades com un inòcul per infectar plantes sanes. En aquell moment es va pensar que era una malaltia bacteriana o una toxina, uns anys més tard es va demostrar que el virus del mosaic del tabac (TMV) n'era el responsable. El microscopi òptic que emprava Mayer no era prou potent per detectar els virus i va treure la conclusió errònia que l'agent infecciós era un tipus de bacteri. Els estudis de filtratge fets per Dmitry Ivanovsky el 1892 i Martinus Beijerinck el 1898 de fet van demostrar que l'agent infecciós del virus del tabac no es podia filtrar. Va ser Martinus Beijerinck qui va encunyar el terme «virus» per indicar la naturalesa no-bacterina de la malaltia del mosaic del tabac.